# Internazionali di Francia 1963 - Doppio maschile
Il doppio maschile del torneo di tennis Internazionali di Francia 1963 si è disputato dal 13 al 26 maggio sui campi in terra rossa dello stadio Roland Garros di Parigi in Francia.
Roy Emerson e Manuel Santana hanno sconfitto in finale Gordon Forbes e Abe Segal col punteggio di 6–2, 6–4, 6–4.

## Tabellone

### Legenda
| - Q = Qualificato - WC = Wild card - LL = Lucky loser | - ALT = Alternate - SE = Special Exempt - PR = Protected Ranking | - w/o = Walkover - r = Ritirato - d = Squalificato |

### Finali
|  | Semifinali                 | Semifinali                 | Semifinali                 | Semifinali                 | Semifinali | Semifinali | Semifinali |  |  | Finale                     | Finale                     | Finale                     | Finale                     | Finale | Finale | Finale |  |
|  |                            |                            |                            |                            |            |            |            |  |  |                            |                            |                            |                            |        |        |        |  |
|  | Roy Emerson Manuel Santana | Roy Emerson Manuel Santana | Roy Emerson Manuel Santana | Roy Emerson Manuel Santana | 6          | 6          | 9          |  |  |                            |                            |                            |                            |        |        |        |  |
|  | Billy Knight Mike Sangster | Billy Knight Mike Sangster | Billy Knight Mike Sangster | Billy Knight Mike Sangster | 1          | 3          | 7          |  |  | Roy Emerson Manuel Santana | Roy Emerson Manuel Santana | Roy Emerson Manuel Santana | Roy Emerson Manuel Santana | 6      | 6      | 6      |  |
|  | Gordon Forbes Abe Segal    | Gordon Forbes Abe Segal    | 2                          | 6                          | 6          | 2          | 7          |  |  | Gordon Forbes Abe Segal    | Gordon Forbes Abe Segal    | Gordon Forbes Abe Segal    | Gordon Forbes Abe Segal    | 2      | 4      | 4      |  |
|  | Bob Hewitt Fred Stolle     | Bob Hewitt Fred Stolle     | 6                          | 2                          | 4          | 6          | 5          |  |  |                            |                            |                            |                            |        |        |        |  |

### Parte alta

#### Sezione 1
|  | Primo turno                                 | Primo turno                                 | Primo turno                    | Primo turno                    | Primo turno                 | Primo turno                 | Primo turno |  |  | Secondo turno                 | Secondo turno                 | Secondo turno                 | Secondo turno                | Secondo turno                | Secondo turno                | Secondo turno |   |    | Terzo turno                | Terzo turno                | Terzo turno                 | Terzo turno                 | Terzo turno | Terzo turno | Terzo turno |   |   | Quarti di finale | Quarti di finale | Quarti di finale | Quarti di finale | Quarti di finale | Quarti di finale | Quarti di finale |  |
|  |                                             |                                             |                                |                                |                             |                             |             |  |  |                               |                               |                               |                              |                              |                              |               |   |    |                            |                            |                             |                             |             |             |             |   |   |                  |                  |                  |                  |                  |                  |                  |  |
|  |                                             |                                             |                                |                                |                             |                             |             |  |  | Roy Emerson Manuel Santana    | Roy Emerson Manuel Santana    | Roy Emerson Manuel Santana    | Roy Emerson Manuel Santana   | Roy Emerson Manuel Santana   | Roy Emerson Manuel Santana   | w/o           |   |    |                            |                            |                             |                             |             |             |             |   |   |                  |                  |                  |                  |                  |                  |                  |  |
|  |                                             |                                             |                                |                                |                             |                             |             |  |  | Darell Allison Wepner         |                               |                               |                              |                              |                              |               |   |    |                            |                            |                             |                             |             |             |             |   |   |                  |                  |                  |                  |                  |                  |                  |  |
|  |                                             |                                             |                                |                                |                             |                             |             |  |  |                               |                               |                               |                              |                              |                              |               |   |    | Roy Emerson Manuel Santana | Roy Emerson Manuel Santana | Roy Emerson Manuel Santana  | Roy Emerson Manuel Santana  | 6           | 6           | 6           |   |   |                  |                  |                  |                  |                  |                  |                  |  |
|  |                                             |                                             |                                |                                |                             |                             |             |  |  |                               |                               | Eric Drossart Richard Fisher  | Eric Drossart Richard Fisher | Eric Drossart Richard Fisher | Eric Drossart Richard Fisher | 2             | 2 | 2  |                            |                            |                             |                             |             |             |             |   |   |                  |                  |                  |                  |                  |                  |                  |  |
|  |                                             |                                             |                                |                                |                             |                             |             |  |  | Antonio Maggi Sergio Tacchini | Antonio Maggi Sergio Tacchini | Antonio Maggi Sergio Tacchini | 3                            | 8                            | 3                            | 2             |   |    |                            |                            |                             |                             |             |             |             |   |   |                  |                  |                  |                  |                  |                  |                  |  |
|  | Eric Drossart Richard Fisher                | Eric Drossart Richard Fisher                | 3                              | 2                              | 6                           | 6                           | 6           |  |  | Eric Drossart Richard Fisher  | Eric Drossart Richard Fisher  | Eric Drossart Richard Fisher  | 6                            | 6                            | 6                            | 6             |   |    |                            |                            |                             |                             |             |             |             |   |   |                  |                  |                  |                  |                  |                  |                  |  |
|  | Jean Ducos De La Haille Jean-Louis Thiebaut | Jean Ducos De La Haille Jean-Louis Thiebaut | 6                              | 6                              | 4                           | 2                           | 4           |  |  |                               |                               |                               |                              |                              |                              |               |   |    | Roy Emerson Manuel Santana | Roy Emerson Manuel Santana | 6                           | 3                           | 2           | 6           | 6           |   |   |                  |                  |                  |                  |                  |                  |                  |  |
|  | Bob Howe Martin Mulligan                    | Bob Howe Martin Mulligan                    | Bob Howe Martin Mulligan       | Bob Howe Martin Mulligan       | Bob Howe Martin Mulligan    | Bob Howe Martin Mulligan    | w/o         |  |  |                               |                               |                               |                              |                              |                              |               |   |    |                            |                            | Patrice Beust Daniel Contet | Patrice Beust Daniel Contet | 3           | 6           | 6           | 1 | 2 |                  |                  |                  |                  |                  |                  |                  |  |
|  | Raymond Moore Rohan Summers                 | Raymond Moore Rohan Summers                 | Raymond Moore Rohan Summers    | Raymond Moore Rohan Summers    | Raymond Moore Rohan Summers | Raymond Moore Rohan Summers |             |  |  | Bob Howe Martin Mulligan      | Bob Howe Martin Mulligan      | Bob Howe Martin Mulligan      | Bob Howe Martin Mulligan     | 1                            | 1                            | 4             |   |    |                            |                            |                             |                             |             |             |             |   |   |                  |                  |                  |                  |                  |                  |                  |  |
|  | Bill Hoogs Ed Rubinoff                      | Bill Hoogs Ed Rubinoff                      | Bill Hoogs Ed Rubinoff         | Bill Hoogs Ed Rubinoff         | 7                           | 6                           | 6           |  |  | Bill Hoogs Ed Rubinoff        | Bill Hoogs Ed Rubinoff        | Bill Hoogs Ed Rubinoff        | Bill Hoogs Ed Rubinoff       | 6                            | 6                            | 6             |   |    |                            |                            |                             |                             |             |             |             |   |   |                  |                  |                  |                  |                  |                  |                  |  |
|  | Thomaz Koch Patricio Rodríguez              | Thomaz Koch Patricio Rodríguez              | Thomaz Koch Patricio Rodríguez | Thomaz Koch Patricio Rodríguez | 5                           | 1                           | 3           |  |  |                               |                               |                               |                              |                              |                              |               |   |    | Bill Hoogs Ed Rubinoff     | Bill Hoogs Ed Rubinoff     | 8                           | 9                           | 3           | 6           | 9           |   |   |                  |                  |                  |                  |                  |                  |                  |  |
|  | Patrice Beust Daniel Contet                 | Patrice Beust Daniel Contet                 | Patrice Beust Daniel Contet    | Patrice Beust Daniel Contet    | 7                           | 6                           | 6           |  |  |                               |                               | Patrice Beust Daniel Contet   | Patrice Beust Daniel Contet  | 10                           | 7                            | 6             | 2 | 11 |                            |                            |                             |                             |             |             |             |   |   |                  |                  |                  |                  |                  |                  |                  |  |
|  | Adrian Bey Frank Saloman                    | Adrian Bey Frank Saloman                    | Adrian Bey Frank Saloman       | Adrian Bey Frank Saloman       | 5                           | 3                           | 2           |  |  | Patrice Beust Daniel Contet   | Patrice Beust Daniel Contet   | Patrice Beust Daniel Contet   | 4                            | 6                            | 6                            | 6             |   |    |                            |                            |                             |                             |             |             |             |   |   |                  |                  |                  |                  |                  |                  |                  |  |
|  | István Gulyás Andras Szikszai               | István Gulyás Andras Szikszai               | István Gulyás Andras Szikszai  | István Gulyás Andras Szikszai  | 6                           | 6                           | 6           |  |  | István Gulyás Andras Szikszai | István Gulyás Andras Szikszai | István Gulyás Andras Szikszai | 6                            | 4                            | 4                            | 4             |   |    |                            |                            |                             |                             |             |             |             |   |   |                  |                  |                  |                  |                  |                  |                  |  |
|  | Francois Matheu Bruno Vallee                | Francois Matheu Bruno Vallee                | Francois Matheu Bruno Vallee   | Francois Matheu Bruno Vallee   | 1                           | 1                           | 2           |  |  |                               |                               |                               |                              |                              |                              |               |   |    |                            |                            |                             |                             |             |             |             |   |   |                  |                  |                  |                  |                  |                  |                  |  |

#### Sezione 2
|  | Primo turno                            | Primo turno                            | Primo turno                            | Primo turno                            | Primo turno                          | Primo turno                       | Primo turno |  |  | Secondo turno                          | Secondo turno                          | Secondo turno                          | Secondo turno                          | Secondo turno                          | Secondo turno | Secondo turno |   |   | Terzo turno                       | Terzo turno                       | Terzo turno                       | Terzo turno                | Terzo turno                | Terzo turno | Terzo turno |   |   | Quarti di finale | Quarti di finale | Quarti di finale | Quarti di finale | Quarti di finale | Quarti di finale | Quarti di finale |  |
|  |                                        |                                        |                                        |                                        |                                      |                                   |             |  |  |                                        |                                        |                                        |                                        |                                        |               |               |   |   |                                   |                                   |                                   |                            |                            |             |             |   |   |                  |                  |                  |                  |                  |                  |                  |  |
|  | Ken Fletcher John Newcombe             | Ken Fletcher John Newcombe             | Ken Fletcher John Newcombe             | Ken Fletcher John Newcombe             | 6                                    | 7                                 | 6           |  |  |                                        |                                        |                                        |                                        |                                        |               |               |   |   |                                   |                                   |                                   |                            |                            |             |             |   |   |                  |                  |                  |                  |                  |                  |                  |  |
|  | Anderson Andrzej Licis                 | Anderson Andrzej Licis                 | Anderson Andrzej Licis                 | Anderson Andrzej Licis                 | 0                                    | 5                                 | 3           |  |  | Ken Fletcher John Newcombe             | Ken Fletcher John Newcombe             | 6                                      | 9                                      | 9                                      | 3             | 7             |   |   |                                   |                                   |                                   |                            |                            |             |             |   |   |                  |                  |                  |                  |                  |                  |                  |  |
|  | Dieter Ecklebe Wolfgang Stuck          | Dieter Ecklebe Wolfgang Stuck          | Dieter Ecklebe Wolfgang Stuck          | Dieter Ecklebe Wolfgang Stuck          | Dieter Ecklebe Wolfgang Stuck        | Dieter Ecklebe Wolfgang Stuck     | w/o         |  |  | Dieter Ecklebe Wolfgang Stuck          | Dieter Ecklebe Wolfgang Stuck          | 4                                      | 11                                     | 7                                      | 6             | 5             |   |   |                                   |                                   |                                   |                            |                            |             |             |   |   |                  |                  |                  |                  |                  |                  |                  |  |
|  | Richard Cohen Jean-Pierre Loizeau      | Richard Cohen Jean-Pierre Loizeau      | Richard Cohen Jean-Pierre Loizeau      | Richard Cohen Jean-Pierre Loizeau      | Richard Cohen Jean-Pierre Loizeau    | Richard Cohen Jean-Pierre Loizeau |             |  |  |                                        |                                        |                                        |                                        |                                        |               |               |   |   | Ken Fletcher John Newcombe        | Ken Fletcher John Newcombe        | 3                                 | 4                          | 7                          | 6           | 3           |   |   |                  |                  |                  |                  |                  |                  |                  |  |
|  | Jean-Claude Barclay Pierre Darmon      | Jean-Claude Barclay Pierre Darmon      | Jean-Claude Barclay Pierre Darmon      | Jean-Claude Barclay Pierre Darmon      | Jean-Claude Barclay Pierre Darmon    | 6                                 | 8           |  |  |                                        |                                        | Jean-Claude Barclay Pierre Darmon      | Jean-Claude Barclay Pierre Darmon      | 6                                      | 6             | 5             | 1 | 6 |                                   |                                   |                                   |                            |                            |             |             |   |   |                  |                  |                  |                  |                  |                  |                  |  |
|  | Stefano Gaudenzi Jean-Pierre Olivier   | Stefano Gaudenzi Jean-Pierre Olivier   | Stefano Gaudenzi Jean-Pierre Olivier   | Stefano Gaudenzi Jean-Pierre Olivier   | Stefano Gaudenzi Jean-Pierre Olivier | 1                                 | 6           |  |  | Jean-Claude Barclay Pierre Darmon      | Jean-Claude Barclay Pierre Darmon      | Jean-Claude Barclay Pierre Darmon      | Jean-Claude Barclay Pierre Darmon      | 6                                      | 6             | 6             |   |   |                                   |                                   |                                   |                            |                            |             |             |   |   |                  |                  |                  |                  |                  |                  |                  |  |
|  | Boro Jovanović Nikola Pilić            | Boro Jovanović Nikola Pilić            | Boro Jovanović Nikola Pilić            | Boro Jovanović Nikola Pilić            | 6                                    | 6                                 | 6           |  |  | Boro Jovanović Nikola Pilić            | Boro Jovanović Nikola Pilić            | Boro Jovanović Nikola Pilić            | Boro Jovanović Nikola Pilić            | 1                                      | 2             | 1             |   |   |                                   |                                   |                                   |                            |                            |             |             |   |   |                  |                  |                  |                  |                  |                  |                  |  |
|  | Dimitri Sturdza Matthias Werren        | Dimitri Sturdza Matthias Werren        | Dimitri Sturdza Matthias Werren        | Dimitri Sturdza Matthias Werren        | 4                                    | 2                                 | 2           |  |  |                                        |                                        |                                        |                                        |                                        |               |               |   |   | Jean-Claude Barclay Pierre Darmon | Jean-Claude Barclay Pierre Darmon | Jean-Claude Barclay Pierre Darmon | 6                          | 6                          | 3           | 4           |   |   |                  |                  |                  |                  |                  |                  |                  |  |
|  | Billy Knight Mike Sangster             | Billy Knight Mike Sangster             | Billy Knight Mike Sangster             | Billy Knight Mike Sangster             | 6                                    | 6                                 | 9           |  |  |                                        |                                        |                                        |                                        |                                        |               |               |   |   |                                   |                                   | Billy Knight Mike Sangster        | Billy Knight Mike Sangster | Billy Knight Mike Sangster | 2           | 8           | 6 | 6 |                  |                  |                  |                  |                  |                  |                  |  |
|  | Frederick Sherriff P. Theodoracopulos  | Frederick Sherriff P. Theodoracopulos  | Frederick Sherriff P. Theodoracopulos  | Frederick Sherriff P. Theodoracopulos  | 2                                    | 1                                 | 7           |  |  | Billy Knight Mike Sangster             | Billy Knight Mike Sangster             | Billy Knight Mike Sangster             | Billy Knight Mike Sangster             | 6                                      | 6             | 6             |   |   |                                   |                                   |                                   |                            |                            |             |             |   |   |                  |                  |                  |                  |                  |                  |                  |  |
|  | Frew McMillan Colin Zeeman             | Frew McMillan Colin Zeeman             | 6                                      | 1                                      | 1                                    | 6                                 | 6           |  |  | Frew McMillan Colin Zeeman             | Frew McMillan Colin Zeeman             | Frew McMillan Colin Zeeman             | Frew McMillan Colin Zeeman             | 1                                      | 4             | 4             |   |   |                                   |                                   |                                   |                            |                            |             |             |   |   |                  |                  |                  |                  |                  |                  |                  |  |
|  | Warren Jacques Alan Lane               | Warren Jacques Alan Lane               | 3                                      | 6                                      | 6                                    | 4                                 | 1           |  |  |                                        |                                        |                                        |                                        |                                        |               |               |   |   | Billy Knight Mike Sangster        | Billy Knight Mike Sangster        | Billy Knight Mike Sangster        | 9                          | 6                          | 6           | 6           |   |   |                  |                  |                  |                  |                  |                  |                  |  |
|  | François Jauffret Jacques Renavand     | François Jauffret Jacques Renavand     | François Jauffret Jacques Renavand     | François Jauffret Jacques Renavand     | 9                                    | 6                                 | 6           |  |  |                                        |                                        | Ronald Barnes Carlos Alberto Fernandes | Ronald Barnes Carlos Alberto Fernandes | Ronald Barnes Carlos Alberto Fernandes | 11            | 4             | 4 | 4 |                                   |                                   |                                   |                            |                            |             |             |   |   |                  |                  |                  |                  |                  |                  |                  |  |
|  | John Keller Ronald McKenzie            | John Keller Ronald McKenzie            | John Keller Ronald McKenzie            | John Keller Ronald McKenzie            | 7                                    | 2                                 | 4           |  |  | François Jauffret Jacques Renavand     | François Jauffret Jacques Renavand     | François Jauffret Jacques Renavand     | 3                                      | 6                                      | 3             | 6             |   |   |                                   |                                   |                                   |                            |                            |             |             |   |   |                  |                  |                  |                  |                  |                  |                  |  |
|  | Ronald Barnes Carlos Alberto Fernandes | Ronald Barnes Carlos Alberto Fernandes | Ronald Barnes Carlos Alberto Fernandes | Ronald Barnes Carlos Alberto Fernandes | 6                                    | 6                                 | 6           |  |  | Ronald Barnes Carlos Alberto Fernandes | Ronald Barnes Carlos Alberto Fernandes | Ronald Barnes Carlos Alberto Fernandes | 6                                      | 1                                      | 6             | 8             |   |   |                                   |                                   |                                   |                            |                            |             |             |   |   |                  |                  |                  |                  |                  |                  |                  |  |
|  | Auger Marc Lasry                       | Auger Marc Lasry                       | Auger Marc Lasry                       | Auger Marc Lasry                       | 3                                    | 3                                 | 1           |  |  |                                        |                                        |                                        |                                        |                                        |               |               |   |   |                                   |                                   |                                   |                            |                            |             |             |   |   |                  |                  |                  |                  |                  |                  |                  |  |

### Parte bassa

#### Sezione 3
|  | Primo turno                           | Primo turno                           | Primo turno                           | Primo turno                           | Primo turno | Primo turno | Primo turno |  |  | Secondo turno                         | Secondo turno                         | Secondo turno                         | Secondo turno                   | Secondo turno                 | Secondo turno                 | Secondo turno |   |   | Terzo turno                     | Terzo turno                     | Terzo turno                     | Terzo turno                     | Terzo turno                  | Terzo turno | Terzo turno |   |   | Quarti di finale | Quarti di finale | Quarti di finale | Quarti di finale | Quarti di finale | Quarti di finale | Quarti di finale |  |
|  |                                       |                                       |                                       |                                       |             |             |             |  |  |                                       |                                       |                                       |                                 |                               |                               |               |   |   |                                 |                                 |                                 |                                 |                              |             |             |   |   |                  |                  |                  |                  |                  |                  |                  |  |
|  | Alberto Arilla José Luis Arilla       | Alberto Arilla José Luis Arilla       | Alberto Arilla José Luis Arilla       | Alberto Arilla José Luis Arilla       | 6           | 6           | 6           |  |  |                                       |                                       |                                       |                                 |                               |                               |               |   |   |                                 |                                 |                                 |                                 |                              |             |             |   |   |                  |                  |                  |                  |                  |                  |                  |  |
|  | Bernard Destremau Allan Kendall       | Bernard Destremau Allan Kendall       | Bernard Destremau Allan Kendall       | Bernard Destremau Allan Kendall       | 4           | 0           | 1           |  |  | Alberto Arilla José Luis Arilla       | Alberto Arilla José Luis Arilla       | Alberto Arilla José Luis Arilla       | Alberto Arilla José Luis Arilla | 6                             | 11                            | 6             |   |   |                                 |                                 |                                 |                                 |                              |             |             |   |   |                  |                  |                  |                  |                  |                  |                  |  |
|  | Pierre Barthes Jean-Noël Grinda       | Pierre Barthes Jean-Noël Grinda       | Pierre Barthes Jean-Noël Grinda       | Pierre Barthes Jean-Noël Grinda       | 6           | 6           | 6           |  |  | Pierre Barthes Jean-Noël Grinda       | Pierre Barthes Jean-Noël Grinda       | Pierre Barthes Jean-Noël Grinda       | Pierre Barthes Jean-Noël Grinda | 2                             | 9                             | 3             |   |   |                                 |                                 |                                 |                                 |                              |             |             |   |   |                  |                  |                  |                  |                  |                  |                  |  |
|  | Barry Geraghty John Hillebrand        | Barry Geraghty John Hillebrand        | Barry Geraghty John Hillebrand        | Barry Geraghty John Hillebrand        | 4           | 3           | 4           |  |  |                                       |                                       |                                       |                                 |                               |                               |               |   |   | Alberto Arilla José Luis Arilla | Alberto Arilla José Luis Arilla | Alberto Arilla José Luis Arilla | Alberto Arilla José Luis Arilla | 3                            | 5           | 2           |   |   |                  |                  |                  |                  |                  |                  |                  |  |
|  | Jiří Javorský Petr Strobl             | Jiří Javorský Petr Strobl             | Jiří Javorský Petr Strobl             | 6                                     | 5           | 6           | 6           |  |  |                                       |                                       | Gordon Forbes Abe Segal               | Gordon Forbes Abe Segal         | Gordon Forbes Abe Segal       | Gordon Forbes Abe Segal       | 6             | 7 | 6 |                                 |                                 |                                 |                                 |                              |             |             |   |   |                  |                  |                  |                  |                  |                  |                  |  |
|  | Boulet Christian Viron                | Boulet Christian Viron                | Boulet Christian Viron                | 2                                     | 7           | 4           | 4           |  |  | Jiří Javorský Petr Strobl             | Jiří Javorský Petr Strobl             | Jiří Javorský Petr Strobl             | Jiří Javorský Petr Strobl       | 3                             | 2                             | 2             |   |   |                                 |                                 |                                 |                                 |                              |             |             |   |   |                  |                  |                  |                  |                  |                  |                  |  |
|  | Gordon Forbes Abe Segal               | Gordon Forbes Abe Segal               | Gordon Forbes Abe Segal               | 2                                     | 6           | 6           | 6           |  |  | Gordon Forbes Abe Segal               | Gordon Forbes Abe Segal               | Gordon Forbes Abe Segal               | Gordon Forbes Abe Segal         | 6                             | 6                             | 6             |   |   |                                 |                                 |                                 |                                 |                              |             |             |   |   |                  |                  |                  |                  |                  |                  |                  |  |
|  | Ernesto Aguirre Jaime Pinto Bravo     | Ernesto Aguirre Jaime Pinto Bravo     | Ernesto Aguirre Jaime Pinto Bravo     | 6                                     | 2           | 2           | 1           |  |  |                                       |                                       |                                       |                                 |                               |                               |               |   |   | Gordon Forbes Abe Segal         | Gordon Forbes Abe Segal         | Gordon Forbes Abe Segal         | 4                               | 6                            | 6           | 6           |   |   |                  |                  |                  |                  |                  |                  |                  |  |
|  | Pierre Rinderknecht Jean-Paul Vincent | Pierre Rinderknecht Jean-Paul Vincent | Pierre Rinderknecht Jean-Paul Vincent | Pierre Rinderknecht Jean-Paul Vincent | 6           | 6           | 6           |  |  |                                       |                                       |                                       |                                 |                               |                               |               |   |   |                                 |                                 | Roger Taylor Warren Woodcock    | Roger Taylor Warren Woodcock    | Roger Taylor Warren Woodcock | 6           | 1           | 2 | 4 |                  |                  |                  |                  |                  |                  |                  |  |
|  | Petre Marmureanu Ion Țiriac           | Petre Marmureanu Ion Țiriac           | Petre Marmureanu Ion Țiriac           | Petre Marmureanu Ion Țiriac           | 2           | 4           | 2           |  |  | Pierre Rinderknecht Jean-Paul Vincent | Pierre Rinderknecht Jean-Paul Vincent | Pierre Rinderknecht Jean-Paul Vincent | 7                               | 0                             | 4                             | 2             |   |   |                                 |                                 |                                 |                                 |                              |             |             |   |   |                  |                  |                  |                  |                  |                  |                  |  |
|  | Roger Taylor Warren Woodcock          | Roger Taylor Warren Woodcock          | Roger Taylor Warren Woodcock          | 6                                     | 2           | 6           | 6           |  |  | Roger Taylor Warren Woodcock          | Roger Taylor Warren Woodcock          | Roger Taylor Warren Woodcock          | 5                               | 6                             | 6                             | 6             |   |   |                                 |                                 |                                 |                                 |                              |             |             |   |   |                  |                  |                  |                  |                  |                  |                  |  |
|  | Sven Davidson Tony Roche              | Sven Davidson Tony Roche              | Sven Davidson Tony Roche              | 4                                     | 6           | 3           | 0           |  |  |                                       |                                       |                                       |                                 |                               |                               |               |   |   | Roger Taylor Warren Woodcock    | Roger Taylor Warren Woodcock    | Roger Taylor Warren Woodcock    | Roger Taylor Warren Woodcock    | 7                            | 6           | 7           |   |   |                  |                  |                  |                  |                  |                  |                  |  |
|  | Keith Diepraam Cliff Drysdale         | Keith Diepraam Cliff Drysdale         | 3                                     | 6                                     | 3           | 7           | 6           |  |  |                                       |                                       | Keith Diepraam Cliff Drysdale         | Keith Diepraam Cliff Drysdale   | Keith Diepraam Cliff Drysdale | Keith Diepraam Cliff Drysdale | 5             | 3 | 5 |                                 |                                 |                                 |                                 |                              |             |             |   |   |                  |                  |                  |                  |                  |                  |                  |  |
|  | Christian Duxin Michel Leclercq       | Christian Duxin Michel Leclercq       | 6                                     | 3                                     | 6           | 5           | 1           |  |  | Keith Diepraam Cliff Drysdale         | Keith Diepraam Cliff Drysdale         | 6                                     | 7                               | 3                             | 4                             | 7             |   |   |                                 |                                 |                                 |                                 |                              |             |             |   |   |                  |                  |                  |                  |                  |                  |                  |  |
|  | Wilhelm Bungert Christian Kuhnke      | Wilhelm Bungert Christian Kuhnke      | Wilhelm Bungert Christian Kuhnke      | Wilhelm Bungert Christian Kuhnke      | 6           | 8           | 6           |  |  | Wilhelm Bungert Christian Kuhnke      | Wilhelm Bungert Christian Kuhnke      | 4                                     | 5                               | 6                             | 6                             | 5             |   |   |                                 |                                 |                                 |                                 |                              |             |             |   |   |                  |                  |                  |                  |                  |                  |                  |  |
|  | Jacques Chaban-Delmas Henri Pellizza  | Jacques Chaban-Delmas Henri Pellizza  | Jacques Chaban-Delmas Henri Pellizza  | Jacques Chaban-Delmas Henri Pellizza  | 4           | 6           | 3           |  |  |                                       |                                       |                                       |                                 |                               |                               |               |   |   |                                 |                                 |                                 |                                 |                              |             |             |   |   |                  |                  |                  |                  |                  |                  |                  |  |

#### Sezione 4
|  | Primo turno                              | Primo turno                              | Primo turno                              | Primo turno                              | Primo turno                              | Primo turno                              | Primo turno |  |  | Secondo turno                            | Secondo turno                            | Secondo turno                            | Secondo turno                            | Secondo turno                            | Secondo turno          | Secondo turno |   |   | Terzo turno                              | Terzo turno                              | Terzo turno                              | Terzo turno                              | Terzo turno            | Terzo turno            | Terzo turno |   |   | Quarti di finale | Quarti di finale | Quarti di finale | Quarti di finale | Quarti di finale | Quarti di finale | Quarti di finale |  |
|  |                                          |                                          |                                          |                                          |                                          |                                          |             |  |  |                                          |                                          |                                          |                                          |                                          |                        |               |   |   |                                          |                                          |                                          |                                          |                        |                        |             |   |   |                  |                  |                  |                  |                  |                  |                  |  |
|  | Noel Holland Ian Crookenden              | Noel Holland Ian Crookenden              | Noel Holland Ian Crookenden              | 5                                        | 6                                        | 7                                        | 6           |  |  |                                          |                                          |                                          |                                          |                                          |                        |               |   |   |                                          |                                          |                                          |                                          |                        |                        |             |   |   |                  |                  |                  |                  |                  |                  |                  |  |
|  | Tony Pickard Bobby Wilson                | Tony Pickard Bobby Wilson                | Tony Pickard Bobby Wilson                | 7                                        | 4                                        | 5                                        | 4           |  |  | Noel Holland Ian Crookenden              | Noel Holland Ian Crookenden              | 9                                        | 6                                        | 6                                        | 4                      | 2             |   |   |                                          |                                          |                                          |                                          |                        |                        |             |   |   |                  |                  |                  |                  |                  |                  |                  |  |
|  | Neale Fraser Eduardo Soriano             | Neale Fraser Eduardo Soriano             | 6                                        | 8                                        | 4                                        | 8                                        | 6           |  |  | Neale Fraser Eduardo Soriano             | Neale Fraser Eduardo Soriano             | 11                                       | 3                                        | 1                                        | 6                      | 6             |   |   |                                          |                                          |                                          |                                          |                        |                        |             |   |   |                  |                  |                  |                  |                  |                  |                  |  |
|  | Donald Black Graham Stilwell             | Donald Black Graham Stilwell             | 1                                        | 6                                        | 6                                        | 10                                       | 4           |  |  |                                          |                                          |                                          |                                          |                                          |                        |               |   |   | Neale Fraser Eduardo Soriano             | Neale Fraser Eduardo Soriano             | Neale Fraser Eduardo Soriano             | 3                                        | 6                      | 1                      | 4           |   |   |                  |                  |                  |                  |                  |                  |                  |  |
|  | Willem Maris Piet van Eysden             | Willem Maris Piet van Eysden             | Willem Maris Piet van Eysden             | Willem Maris Piet van Eysden             | 6                                        | 8                                        | 6           |  |  |                                          |                                          | José Edison Mandarino Nicola Pietrangeli | José Edison Mandarino Nicola Pietrangeli | José Edison Mandarino Nicola Pietrangeli | 6                      | 3             | 6 | 6 |                                          |                                          |                                          |                                          |                        |                        |             |   |   |                  |                  |                  |                  |                  |                  |                  |  |
|  | Jean Borotra Gil De Kermadec             | Jean Borotra Gil De Kermadec             | Jean Borotra Gil De Kermadec             | Jean Borotra Gil De Kermadec             | 3                                        | 6                                        | 4           |  |  | Willem Maris Piet van Eysden             | Willem Maris Piet van Eysden             | Willem Maris Piet van Eysden             | Willem Maris Piet van Eysden             | 2                                        | 0                      | 2             |   |   |                                          |                                          |                                          |                                          |                        |                        |             |   |   |                  |                  |                  |                  |                  |                  |                  |  |
|  | José Edison Mandarino Nicola Pietrangeli | José Edison Mandarino Nicola Pietrangeli | José Edison Mandarino Nicola Pietrangeli | José Edison Mandarino Nicola Pietrangeli | José Edison Mandarino Nicola Pietrangeli | José Edison Mandarino Nicola Pietrangeli | w/o         |  |  | José Edison Mandarino Nicola Pietrangeli | José Edison Mandarino Nicola Pietrangeli | José Edison Mandarino Nicola Pietrangeli | José Edison Mandarino Nicola Pietrangeli | 6                                        | 6                      | 6             |   |   |                                          |                                          |                                          |                                          |                        |                        |             |   |   |                  |                  |                  |                  |                  |                  |                  |  |
|  | Dovrae Van Thanh                         | Dovrae Van Thanh                         | Dovrae Van Thanh                         | Dovrae Van Thanh                         | Dovrae Van Thanh                         | Dovrae Van Thanh                         |             |  |  |                                          |                                          |                                          |                                          |                                          |                        |               |   |   | José Edison Mandarino Nicola Pietrangeli | José Edison Mandarino Nicola Pietrangeli | José Edison Mandarino Nicola Pietrangeli | José Edison Mandarino Nicola Pietrangeli | 4                      | 2                      | 4           |   |   |                  |                  |                  |                  |                  |                  |                  |  |
|  | William Álvarez Jaroslav Drobný          | William Álvarez Jaroslav Drobný          | William Álvarez Jaroslav Drobný          | William Álvarez Jaroslav Drobný          | 6                                        | 6                                        | 6           |  |  |                                          |                                          |                                          |                                          |                                          |                        |               |   |   |                                          |                                          | Bob Hewitt Fred Stolle                   | Bob Hewitt Fred Stolle                   | Bob Hewitt Fred Stolle | Bob Hewitt Fred Stolle | 6           | 6 | 6 |                  |                  |                  |                  |                  |                  |                  |  |
|  | P. Lagarde Barnard Montrenaud            | P. Lagarde Barnard Montrenaud            | P. Lagarde Barnard Montrenaud            | P. Lagarde Barnard Montrenaud            | 2                                        | 4                                        | 3           |  |  | William Álvarez Jaroslav Drobný          | William Álvarez Jaroslav Drobný          | William Álvarez Jaroslav Drobný          | William Álvarez Jaroslav Drobný          | 6                                        | 6                      | 6             |   |   |                                          |                                          |                                          |                                          |                        |                        |             |   |   |                  |                  |                  |                  |                  |                  |                  |  |
|  |                                          |                                          |                                          |                                          |                                          |                                          |             |  |  | Bernard Boutboul Adolf Kreinberg         | Bernard Boutboul Adolf Kreinberg         | Bernard Boutboul Adolf Kreinberg         | Bernard Boutboul Adolf Kreinberg         | 4                                        | 2                      | 0             |   |   |                                          |                                          |                                          |                                          |                        |                        |             |   |   |                  |                  |                  |                  |                  |                  |                  |  |
|  |                                          |                                          |                                          |                                          |                                          |                                          |             |  |  |                                          |                                          |                                          |                                          |                                          |                        |               |   |   | William Álvarez Jaroslav Drobný          | William Álvarez Jaroslav Drobný          | William Álvarez Jaroslav Drobný          | William Álvarez Jaroslav Drobný          | 1                      | 1                      | 2           |   |   |                  |                  |                  |                  |                  |                  |                  |  |
|  |                                          |                                          |                                          |                                          |                                          |                                          |             |  |  |                                          |                                          | Bob Hewitt Fred Stolle                   | Bob Hewitt Fred Stolle                   | Bob Hewitt Fred Stolle                   | Bob Hewitt Fred Stolle | 6             | 6 | 6 |                                          |                                          |                                          |                                          |                        |                        |             |   |   |                  |                  |                  |                  |                  |                  |                  |  |
|  |                                          |                                          |                                          |                                          |                                          |                                          |             |  |  | Bob Hewitt Fred Stolle                   | Bob Hewitt Fred Stolle                   | Bob Hewitt Fred Stolle                   | Bob Hewitt Fred Stolle                   | 6                                        | 6                      | 6             |   |   |                                          |                                          |                                          |                                          |                        |                        |             |   |   |                  |                  |                  |                  |                  |                  |                  |  |
|  |                                          |                                          |                                          |                                          |                                          |                                          |             |  |  | Christian Grandet Jacques May            | Christian Grandet Jacques May            | Christian Grandet Jacques May            | Christian Grandet Jacques May            | 0                                        | 3                      | 1             |   |   |                                          |                                          |                                          |                                          |                        |                        |             |   |   |                  |                  |                  |                  |                  |                  |                  |  |